# Stanford Bishop
Stanford Bishop est une paroisse civile et un village du Herefordshire, en Angleterre.